# Pleurotomella benedicti
Pleurotomella benedicti är en snäckart som beskrevs av Addison Emery Verrill 1872. Pleurotomella benedicti ingår i släktet Pleurotomella och familjen kägelsnäckor. Inga underarter finns listade i Catalogue of Life.